# Rhizophagus depressus
Rhizophagus depressus är en skalbaggsart som först beskrevs av Fabricius 1793.  Rhizophagus depressus ingår i släktet Rhizophagus, och familjen gråbaggar. Arten är reproducerande i Sverige.

## Bildgalleri

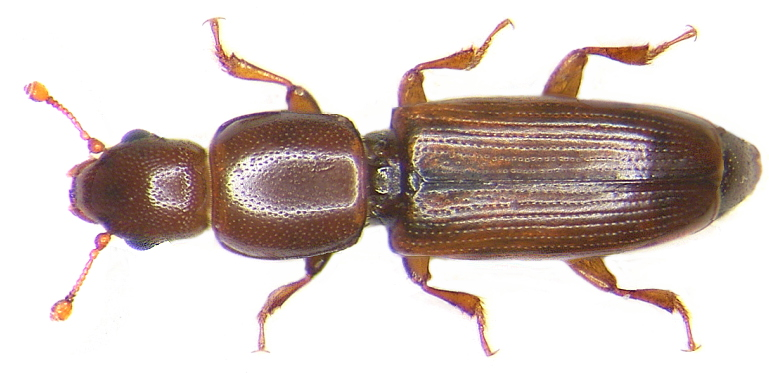